# SETDB1
La histona-lisina N-metiltransferasa SETDB1 es una enzima codificada en humanos por el gen setdb1.
El dominio SET se encuentra altamente conservado y se conforma de una secuencia de aproximadamente 150 aminoácidos implicada en la modulación de la estructura de la cromatina. Fue originalmente identificada como parte de una extensa región conservada presente en la proteína Trithorax de Drosophila y fue posteriormente identificada en las proteínas Su(var)3-9 y Enhancer of zeste de Drosophila, de donde deriva el acrónimo SET. Estudios posteriores han sugerido que el dominio SET podría ser una "firma" de las proteínas que modulan transcripcionalmente los estados activos o reprimidos de la cromatina por medio del reordenamiento de esta.

## Interacciones
La proteína SETDB1 ha demostrado ser capaz de interaccionar con:
- TRIM28[3]